# 30879 Хіросіканай
30879 Хіросіканай (30879 Hiroshikanai) — астероїд головного поясу, відкритий 25 травня 1992 року.
Тіссеранів параметр щодо Юпітера — 3,367.